# Dysschema turbida
Dysschema turbida là một loài bướm đêm thuộc phân họ Arctiinae, họ Erebidae.